# Echinella oblonga
Echinella oblonga, Jedina priznata vrsta parožina iz roda Echinella je slatkovodna alga E. oblonga Greville
Ovaj rod parožina nevažećeg taksonomskog statusa iz porodice je Closteriaceae (dio reda Desmidiales); smatra se sinonimom.